# Ричардсон, Уильям Джинджер
Уи́льям «Джи́нджер» Ри́чардсон (англ. William "Ginger" Richardson; 29 мая 1909 — 29 марта 1959), более известный под сокращённым именем У. Дж. Ричардсон (англ. W. G. Richardson) — английский футболист, выступавший на позиции центрфорварда.
Наиболее известен по своим выступлениям за «Вест Бромвич Альбион», в котором получил прозвище «Джинджер» для отличия от другого игрока «дроздов», Билли Ричардсона.

## Клубная карьера
7 ноября 1931 года забил за «дроздов» 4 гола в течение 5 минут в матче против «Вест Хэм Юнайтед» на «Аптон Парк», что является рекордом.
В финале Кубка Англии 1931 года он забил два гола в ворота «Бирмингем Сити», благодаря которым «дрозды» одержали победу со счётом 2:1.
В сезоне 1935/36 он забил 39 голов в Первом дивизионе, став его лучшим бомбардиром. Всего с 1929 по 1945 годы сделал за «дроздов» 10 хет-триков и 4 «покера», сыграл 355 матчей, в которых забил 228 голов. Кроме того, Ричардсон провёл за «Вест Бромвич» 90 матчей в региональной лиге и кубке военного времени, в которых отметился 100 забитыми мячами.
Сразу после окончания войны Ричардсон перешёл в клуб «Шрусбери Таун», на тот момент выступавший в Мидлендской футбольной лиге. Проведя в клубе один сезон и забив 55 голов в 35 матчах, футболист принял решение о завершении карьеры.
Позднее вернулся в «Вест Бромвич Альбион» в качестве ассистента главного тренера.
В 1959 году погиб в автокатастрофе в возрасте 49 лет.
В 2004 году был включён в список 16 величайших игроков в истории «Вест Бромвич Альбион» по итогам опроса, проведённого в честь 125-летней годовщины с момента основания клуба.

## Достижения
Вест Бромвич Альбион
- Обладатель Кубка Англии: 1931
- Финалист Кубка Англии: 1935
- Лучший бомбардир Первого дивизиона: 1935/36
- Рекордсмен «Вест Бромвич Альбион» по количеству голов в сезоне: 40 голов
- Рекордсмен «Вест Бромвич Альбион» по количеству голов в сезоне лиги: 39 голов

## Статистика выступлений
| Клуб                 | Сезон            | Лига | Лига | Кубок Англии | Кубок Англии | Суперкубок Англии | Суперкубок Англии | Итого | Итого |
| Клуб                 | Сезон            | Игры | Голы | Игры         | Голы         | Игры              | Голы              | Игры  | Голы  |
| -------------------- | ---------------- | ---- | ---- | ------------ | ------------ | ----------------- | ----------------- | ----- | ----- |
| Хартлпулз Юнайтед    | 1928/29          | 29   | 19   | 0            | 0            | 0                 | 0                 | 29    | 19    |
| Хартлпулз Юнайтед    | Итого            | 29   | 19   | 0            | 0            | 0                 | 0                 | 29    | 19    |
| Вест Бромвич Альбион | 1929/30          | 9    | 2    | 0            | 0            | 0                 | 0                 | 9     | 2     |
| Вест Бромвич Альбион | 1930/31          | 29   | 18   | 9            | 6            | 0                 | 0                 | 38    | 24    |
| Вест Бромвич Альбион | 1931/32          | 40   | 27   | 1            | 1            | 1                 | 0                 | 42    | 28    |
| Вест Бромвич Альбион | 1932/33          | 38   | 30   | 2            | 1            | 0                 | 0                 | 40    | 31    |
| Вест Бромвич Альбион | 1933/34          | 40   | 26   | 2            | 0            | 0                 | 0                 | 42    | 26    |
| Вест Бромвич Альбион | 1934/35          | 42   | 25   | 7            | 8            | 0                 | 0                 | 49    | 33    |
| Вест Бромвич Альбион | 1935/36          | 41   | 39   | 4            | 1            | 0                 | 0                 | 45    | 40    |
| Вест Бромвич Альбион | 1936/37          | 39   | 16   | 5            | 6            | 0                 | 0                 | 44    | 22    |
| Вест Бромвич Альбион | 1937/38          | 29   | 15   | 2            | 2            | 0                 | 0                 | 31    | 17    |
| Вест Бромвич Альбион | 1938/39          | 13   | 4    | 2            | 1            | 0                 | 0                 | 15    | 5     |
| Вест Бромвич Альбион | Итого            | 320  | 202  | 34           | 26           | 1                 | 0                 | 355   | 228   |
| Шрусбери Таун        | 1945/46          | 35   | 55   | ?            | ?            | 0                 | 0                 | ?     | ?     |
| Шрусбери Таун        | Итого            | 35   | 55   | ?            | ?            | 0                 | 0                 | 35+   | 55+   |
| Всего за карьеру     | Всего за карьеру | 384  | 276  | 34+          | 26+          | 1                 | 0                 | 419+  | 302+  |